# ふたご座デルタ星
ふたご座δ星は、ふたご座の恒星で4等星。

## 特徴
F型の準巨星で4等級のA星とK型主系列星で8等級のB星による連星系で、B星はA星から100auの距離をおよそ1,200年かけて周回している。A星はさらに分光連星とされるが詳細はわかっていない。
1930年にクライド・トンボーによって冥王星が発見されたのはこの星の近くである。黄道から南にわずか0.2度しか離れていないため、同じく黄道に近いレグルスとこの星とを結ぶ線は、黄道がどのあたりを通っているかを確認するのにちょうどよい。

## 名称
学名はδ Geminorum (略称はδ Gem)。固有名のワサト (Wasat) はアラビア語で「中間」を意味する wasaṭ から来ている。wasaṭ は本来、現在のオリオン座の星々で構成された al-jauzāʾ という星座が、「空の中間（おそらくは天の赤道）」にあったことを示す注釈であった。ところが、その注釈が誤って現在のふたご座に付けられてしまい、後にこれがラテン語化された際に現在のふたご座δ星の名前として使われるようになったものである。2016年8月21日、国際天文学連合の恒星の固有名に関するワーキンググループは、Wasat をふたご座δ星の固有名として正式に承認した。